# Conscripción en Corea del Sur
La conscripción en Corea del Sur ha existido desde 1957 y requiere que los ciudadanos de sexo masculino de edades entre 18 a 28 años realicen alrededor de dos años de servicio militar obligatorio. Las mujeres no están obligadas a realizar servicio militar, pero voluntariamente, pueden alistarse.

## Establecimiento
La base para el reclutamiento militar en Corea del Sur es la Constitución de la República de Corea, la cual fue promulgada el 17 de julio de 1948. La constitución en el Artículo 39 dice, «Todos los ciudadanos tendrán el deber de defensa nacional bajo las condiciones como se prescribe por ley». La ley de servicio militar de 1949,  implementada en 1957, especificó que el servicio militar obligatorio es requerido para los hombres de 18 años en adelante. Es dirigido por la Administración Militar de Mano de obra, creada en 1948.

## Requisitos

### Alistamiento y examen físico
Por ley, cuándo un hombre coreano cumple 18 años, es reclutado para el «primer servicio ciudadano», significando que es apto para el deber militar, pero todavía no es requerido para servir. Cuándo cumple 19 años (o, en algunos casos, 20 años),  es requerido para un examen físico que determina si  es apropiado para el servicio militar. La siguiente tabla muestra los grados posibles del examen físico y sus resultados, según la ley de servicio militar. La mayoría de los hombres se enlista al cumplir 21 años (edad coreana).
| Grado   | Descripción | Resultado |
| ------- | --- | --- |
| 1, 2, 3 | «Aquellos cuya constitución física y psicológica es bastante sana para permanecer activo en el ejército».                                      | «Puede ser reclutado para servicio de deber activo, servicio suplementario o segundo servicio ciudadano, basado en sus cualificaciones, como edad y grados». |
| 4       | «Aquellos cuya constitución física y psicológica no es tan sana para la formación activa pero son capaces de hacer el servicio suplementario». | «Puede ser reclutado para servicio suplementario o segundo servicio de ciudadano, basado en sus cualificaciones, como edad y grados».                        |
| 5       | «Aquellos incapaces de permanecer activos o en servicio suplementario, pero capaces de realizar el segundo servicio ciudadano».                | «Puede ser reclutado para segundo servicio ciudadano». |
| 6       | «Aquellos incapaces de realizar el servicio militar debido a cualquier enfermedad o incompetencia mental o física».                            | «Puede ser eximido del servicio militar». |
| 7       | «Aquellos incapaces de ser evaluados...Debido a cualquier enfermedad o incompetencia mental o física».                                         | «Para mantener bajo seguimiento de examen físico» dentro de un lapso de dos años                                                                             |

### Tipos de servicio y duración
La duración del servicio militar obligatorio en Corea del Sur varía basado en la rama militar. Los soldados de deber activo sirven 18 meses en el Ejército o la Marina, 23 meses en la Armada, y 24 meses en la Fuerza Aérea.
El personal no activo, o «servicio suplementario» tiene servicios de varias duraciones: 24 meses para el personal de trabajo social o personal de servicio de cooperación internacional; 34 meses para el personal de artes, deportes o personal técnico industrial; y 36 meses para doctores de salud pública, abogados, veterinarios o investigadores.
Corea del Sur actualmente está entre los periodos de servicio militar más largos del mundo, ubicándose detrás de Israel, Singapur y Corea del Norte. En 2010, la presión pública creció pidiendo acortar la duración del reclutamiento o para cambiarlo a servicio militar voluntario.  Sin embargo, en diciembre de 2010, después de tomar en consideración el hundimiento del ROKS Cheonan y el Bombardeo de Yeonpyeong, el gobierno surcoreano dijo que no reduciría los periodos de servicio militar.

### Exenciones
Actualmente los controles de reclutamiento estipulan que a los atletas ganadores de medallas Olímpicas o medallas de oro en los Juegos Asiáticos se les conceden exenciones del servicio militar y son colocados en Grado 4. Se les solicita hacer cuatro semanas de formación militar básica y comprometerse con el deporte por 42 meses. Después de eso, son automáticamente colocados en la reserva, y es obligatorio asistir a unos cuantos días de formación militar anual por seis años. En la práctica, después de que los atletas acaban sus cuatro semanas de formación militar básica, pueden continuar su carrera deportiva durante los 34 meses de deber.
Atletas notables a los que se les han concedido exenciones de servicio militar son el equipo de fútbol ganador de la medalla de bronce en las  Olimpiadas de 2012, el jugador de bádminton Lee Yong-dae ganador de la medalla Olímpica de oro, el nadador Park Tae-Hwan, medalla de oro en los Juegos Asiáticos 2014, el jugador de tenis Hyeon Chung y el futbolista Son Heung Min.
Han sido exentos del servicio militar obligatorio medallistas como el futbolista Son Heung Min en el ámbito deportivo, y el pianista Seong Jin Cho, ganador de varios concursos pianísticos, entre ellos el XVII Concurso internacional de piano Chopin en el ámbito musical. Hasta enero de 2019 eran 42 los atletas que ganaron medallas en Indonesia y fueron exentos de enrolarse.
En diciembre de 2020 fue noticia la decisión del Gobierno de Corea del Sur de incluir dentro de las excepciones a la banda de k-pop BTS prorrogándoles la obligatoriedad del servicio militar a los 30 años. Los motivos fueron el gran impacto económico que genera su música en la marca coreana. Sin embargo en octubre de 2022 la banda anunció que sus miembros cumplirían el servicio militar.

### Objeción de conciencia
El derecho a la objeción de conciencia no es reconocido en Corea del Sur. Anualmente, más de 500 ciudadanos son encarcelados al rechazar el servicio militar, por razones políticas o religiosas.

## Compensación
Los datos mostrados a continuación provienen del 'Regulation on Public Servant Compensation', implementado el 1 de enero de 2017.  El tipo de cambio al de 17 de octubre de 2022 era de ₩1 431.09 equivalentes a USD 1.00 dólares.
| Soldado raso (이등병)            | Raso de Primera clase (일등병)   | Cabo (상등병)                    | Sargento (병장)                  |
| -------------------------------- | -------------------------------- | -------------------------------- | -------------------------------- |
| ₩306,100 $213.96 (aprox) por mes | ₩331,300 $231.58 (aprox) por mes | ₩366,200 $255.97 (aprox) por mes | ₩405,700 $283.58 (aprox) por mes |

## Doble nacionalidad
Para ciudadanos con doble nacionalidad, o aquellos con ciudadanías múltiples, los surcoreanos tienen que escoger su ciudadanía antes de cumplir 18 años, antes del 31 de marzo de ese año. Si escogen revocar su ciudadanía, no serán requeridos para completar el servicio militar obligatorio. Sin embargo de no hacerlo serán reclutados para cumplir el servicio militar.
Si el ciudadano escoge renunciar a su ciudadanía en su 18.º año, es inelegible para obtener un visado de trabajo coreano (serie F) hasta después de cumplir 40 años de edad, aunque pueden obtener un visado serie E. En 1990 el popular cantante de k-pop Steve Yoo obtuvo la doble nacionalidad estadounidense y surocoreana. En 2002 renunció a la surcoreana, dispensándole del servicio militar. Su decisión causó un escándalo y el Ministerio de Justicia le prohibió la entrada al país, que sigue vigente.